# 街市忍者
《街市忍者》（英語：The Street Market Ninja）是香港亞洲電視製作的時裝劇集，全劇共20集，監製伍潤泉。

## 劇情
日本忍者高手今日出海（盧海鵬），因被師弟用計奪去所愛，黯然攜師父遺下的半張藏寶圖，遠赴香港，化名金喜民，在街市賣魚以掩飾身份，又將忍術傳授予郭大寶（吳元俊），可惜郭學藝未精便施展忍術救人，更以其英雄形象追求女友，不久又受人挑唆，將忍者變成商品。由於郭的招搖，終引來金之師弟派人追殺，幸被金擊敗，金更尋獲寶藏，分發給貧苦大眾。

## 演員表
- 盧海鵬飾 賣魚佬金希文(文叔),實為日本忍者金日出海,當初被山口水迫害,與女友生下女兒山口日子,半份尋寶圖主人
- 吳元俊飾 郭大寶,便利店店主,後來由文叔訓練成為忍者
- 冼煥貞飾 杜麗麗,大富之家女兒,本於加拿大升學,因成績差而被踢出校,先為大寶女友,分手後成為貴女友並成婚
- 彭健新飾 張富貴,大寶好友
- 李　菁 飾山口日子(並分飾金日出海女友/山口水太太由美),山口水養女,父親為金日出海,後成為大寶女友並成婚
- 江　漢飾 趙堅，為找尋寶藏不惜綁架山口水,並陷害金日出海父親(即山口水師父)
- 梅愛芳飾 青春,大寶阿姨,由美國回流,後與文叔成婚
- 張　錚飾 明叔,雜誌記者,專門發掘忍者新聞
- 凌文海飾 張富貴爸爸
- 蔡國慶飾 山口水,原本為文叔師弟,後來選擇為趙堅效力
- 丁　櫻飾 麗媽
- 葉玉萍飾 文文,貴妹,暗戀大寶
- 譚少瑛飾 大寶媽,憎恨文叔及大寶
- 吳紫妍飾大寶之同父異母妹妹
- 梁十一飾細寶,大寶之同父異母弟弟
- 龍炳基 飾陸音基,便利店職員
- 施介強 飾阿財,便利店職員
- 林司聰 飾明菜,山口家丁